# Скотарське (станція)
Скота́рське — проміжна залізнична станція 5-го класу Ужгородської дирекції Львівської залізниці на електрифікованій лінії Стрий — Батьово між станціями Бескид (8 км) та Воловець (7 км). Розташована в однойменному селі Мукачівського району Закарпатської області

## Історія
Станція відкрита 1886 року в  складі дільниці Мукачево — Лавочне. Відкриття залізниці та станції стало можливим після спорудження Бескидського тунелю.
У 1956 році станція електрифікована в складі дільниці Мукачево — Лавочне, яка була першою на Львівській залізниці електрифікованою дільницею.

## Особливості станції
На станції зупиняються приміські та регіональні електропоїзди. Офіційно для жодного пасажирського поїзду далекого сполучення на станції тарифної зупинки не передбачено, проте зупинка у внутрішньовагонних розкладах поїздів зазначена як «технічна».

## Пасажирське сполучення
На станції зупиняються приміські та регіональні поїзди станом на початок липня 2023 року:
| Рух поїздів по станції Скотарське | Рух поїздів по станції Скотарське | Рух поїздів по станції Скотарське       |
| №                                 | Маршрут сполучення                | Періодичність курсування                |
| Далеке сполучення                 | Далеке сполучення                 | Далеке сполучення                       |
| --------------------------------- | --------------------------------- | --------------------------------------- |
| 827                               | Львів — Мукачево                  | 1-7,9,11-16,18-23,25-30/08, 1-4/09/2023 |
| 828                               | Мукачево — Львів                  | 1-7,9,11-16,18-23,25-30/08, 1-4/09/2023 |
| 829                               | Львів — Ужгород                   | Щоденно, крім вівторка                  |
| Приміське сполучення              |                                   |                                         |
| 6501                              | Лавочне — Мукачево                | Щоденно                                 |
| 6502/6166                         | Чоп — Львів                       | Щоденно                                 |
| 6187                              | Львів — Мукачево                  | Щоденно                                 |
| 6506                              | Мукачево — Стрий                  | Щоденно                                 |
| 6189/6507                         | Львів — Чоп                       | Щоденно                                 |
| 6508                              | Мукачево — Лавочне                | Щоденно                                 |